# 高文泰
高文泰（1914年—2001年），男，陕西米脂人，中国煤田地质与勘探专家，曾任中国矿业学院教授、博士生导师。